# كأس الروبوتات

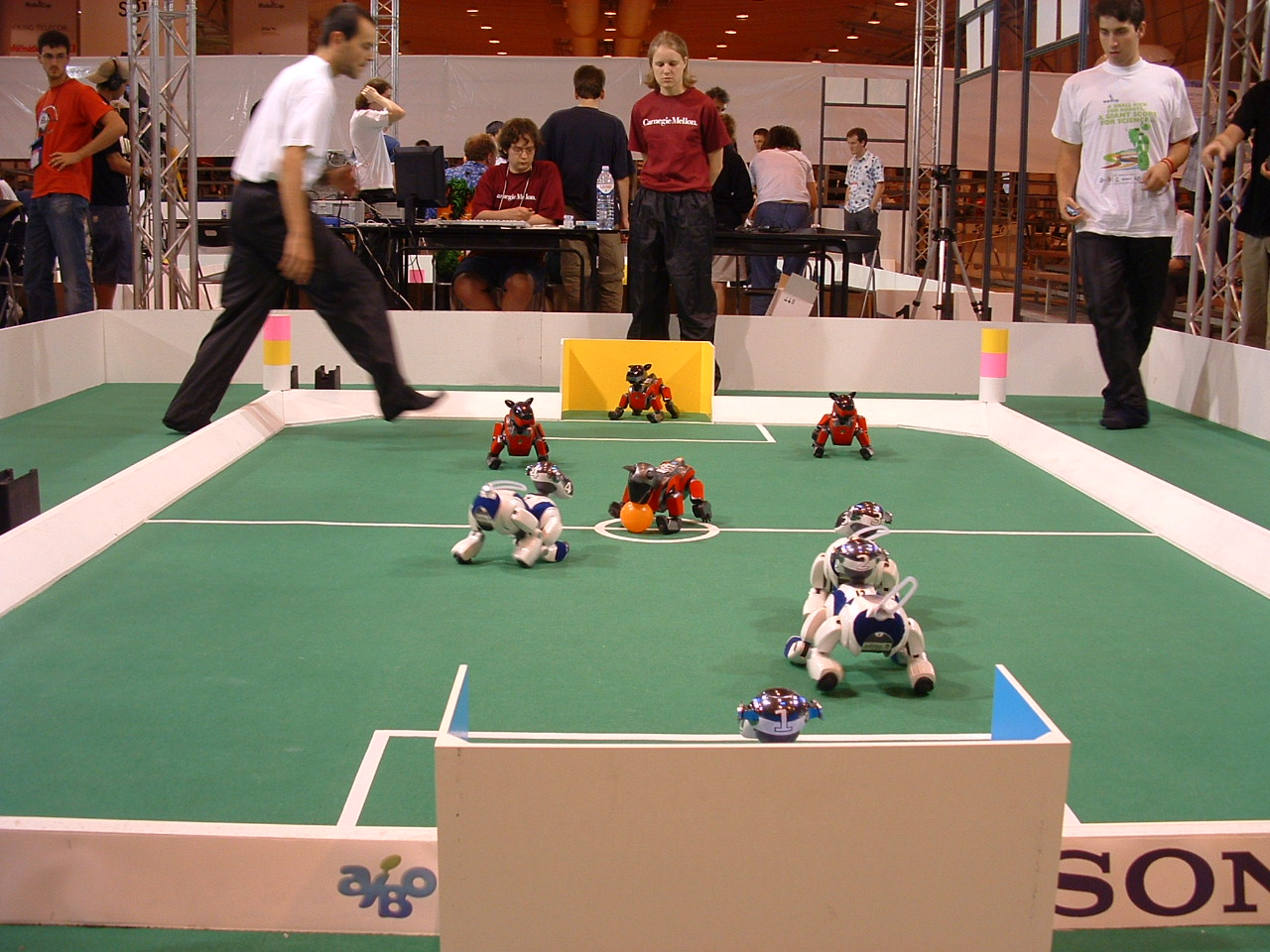

كأس الروبوتات أو روبوكب هي مسابقة روبوتات دولية سنوية اقتُرحت وتأسست في عام 1996 بواسطة مجموعة من أساتذة الجامعات، حيث تهدف المسابقة إلى تعزيز أبحاث الروبوتية والذكاء الاصطناعي من خلال تقديم تحدٍ جذاب للجمهور. أُقيمت دورة 2019 في سيدني بأستراليا.
تُعتبر تسمية روبوكب (بالإنجليزية: RoboCup)‏ اختصارًا لاسم المسابقة الكامل وهو كأس العالم لكرة قدم الروبوت (Robot Soccer World Cup). تُوجد العديد من المُنافسات التي تُعقد بين الروبوتات في مجلاتٍ مختلفة.

## روابط خارجية
- الموقع الرسمي